# Карен Дуве
Карен Дуве (на немски: Karen Duve) е немска писателка, авторка на романи, разкази, есета и книги за деца.

## Биография
Карен Дуве е родена през 1961 г. в Хамбург. След като полага матура, по желание на родителите си започва обучение за данъчен инспектор, което прекъсва, без да го завърши.
После се издържа от различни помощни дейности и в продължение на 13 години работи като шофьор на такси в Хамбург.
През 1995 г. излиза първият ѝ разказ „Тих дом сред дълбокия сняг“ („Im tiefen Schnee ein stilles Heim“). А през 1999 г. и първата ѝ голяма творба „Дъждовен роман“ („Regenroman“), преиздаден през 2005 г. Сред най-известните ѝ произведения са романите „Това не е любовна песен“ („Dies ist kein Liebeslied“) (2002) и „Taxi“ („Taxi“) (2008).
От 1996 г. е писателка на свободна практика. Носителка е на много литературни награди.
След 2009 г. живее в областта „Меркише Швайц“, провинция Бранденбург.
Карен Дуве се числи към научния съвет на хуманитарната „Фондация Джордано Бруно“

## Награди и отличия
- 1991: Dr.-Hartwig-Kleinholz-Preis für junge Prosa der Stadt Arnsberg
- 1994: „Open Mike“-Literaturpreis der Literaturwerkstatt Berlin
- 1995: Bettina-von-Arnim-Preis
- 1996: Gratwanderpreis
- 1997: Stipendium des Heinrich-Heine-Hauses der Stadt Lüneburg
- 2001: Hamburger Förderpreise für Literatur und literarische Übersetzungen
- 2004: „Награда Фридрих Хебел“
- 2005: Mitglied der Freien Akademie der Künste in Hamburg (2008 Austritt)
- 2008: Longlist zum Deutschen Buchpreis mit Taxi
- 2008: „Награда Хуберт Фихте“ на град Хамбург
- 2011: Nominierung für den Preis der Leipziger Buchmesse mit Anständig essen
- 2017: „Каселска литературна награда“ за гротесков хумор
- 2019: „Награда Карл Амери“[2]